# Paolo Casoli
Paolo Casoli (Castelnovo ne' Monti, pokrajina Reggio Emilia, regija Emilia-Romagna, Italija, 18. kolovoza 1965.) je bivši talijanski športski motociklist. 

## Uspjesi u prvenstvima
Svjetsko prvenstvo - 125cc
- trećeplasirani: 1987.

Svjetsko prvenstvo / Svjetska serija – Supersport
- prvak: 1997.
- drugopalsirani: 2000., 2001.

Europsko prvenstvo – 125cc  
- trećeplasirani: 1985.

Talijansko prvenstvo – 250cc 
- drugoplasirani: 1990., 1992.

Talijansko prvenstvo – Superbike  
- prvak: 1995., 1996., 1999.

Talijansko prvenstvo – Supersport  
- prvak: 1997.

## Vanjske poveznice
- (engl.) motogp.com, Paolo Casoli
- (engl.) worldsbk.com, Paolo Casoli